# Pozzo superprofondo di Kola

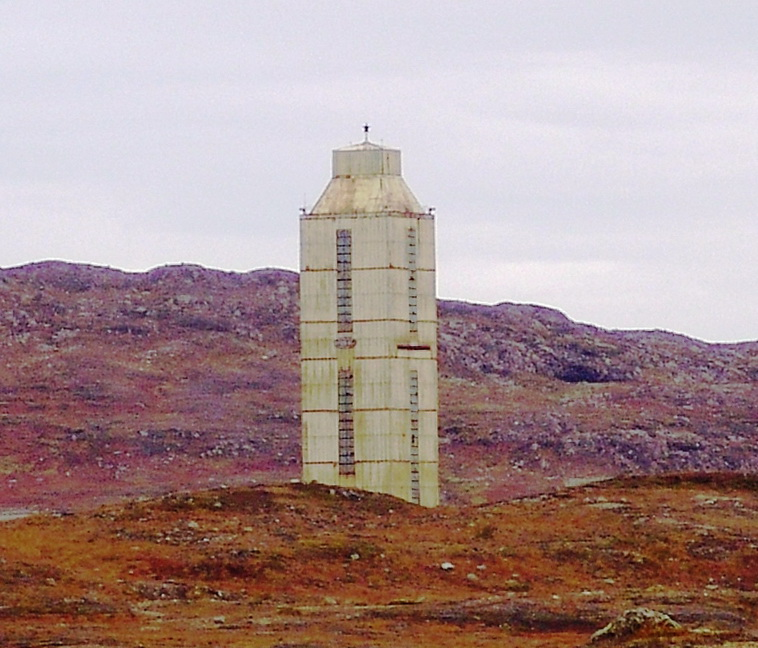
Il sito del pozzo di Kola nel 2007

Il pozzo superprofondo di Kola (in russo Кольская сверхглубокая скважина?, Kol'skaja sverchglubokaja skvažina) è stato un progetto di perforazione della crosta terrestre condotto da un gruppo di scienziati sovietici dal maggio 1970 con l'obiettivo di studiare la geochimica e la geofisica dello strato di crosta sottostante.
La perforazione venne effettuata impiegando l'impianto di perforazione Uralmaš 4E e in seguito la Uralmaš della serie 15000.
Il sito di scavo si trova a breve distanza dalla cittadina di Zapoljarnyj alle coordinate 69°23'46" Nord 30°36'31" Est, nella parte centro-occidentale della penisola di Kola (oblast' di Murmansk); costituito da una serie di perforazioni differenti, nel 1989 raggiunse la profondità di 12262 metri con un pozzo di 23 centimetri di diametro (perforazione SG-3), stabilendo un primato mondiale che, sebbene sia stato superato in quanto alla lunghezza del foro, rimane imbattuto per profondità verticale rispetto alla superficie terrestre.

## Storia

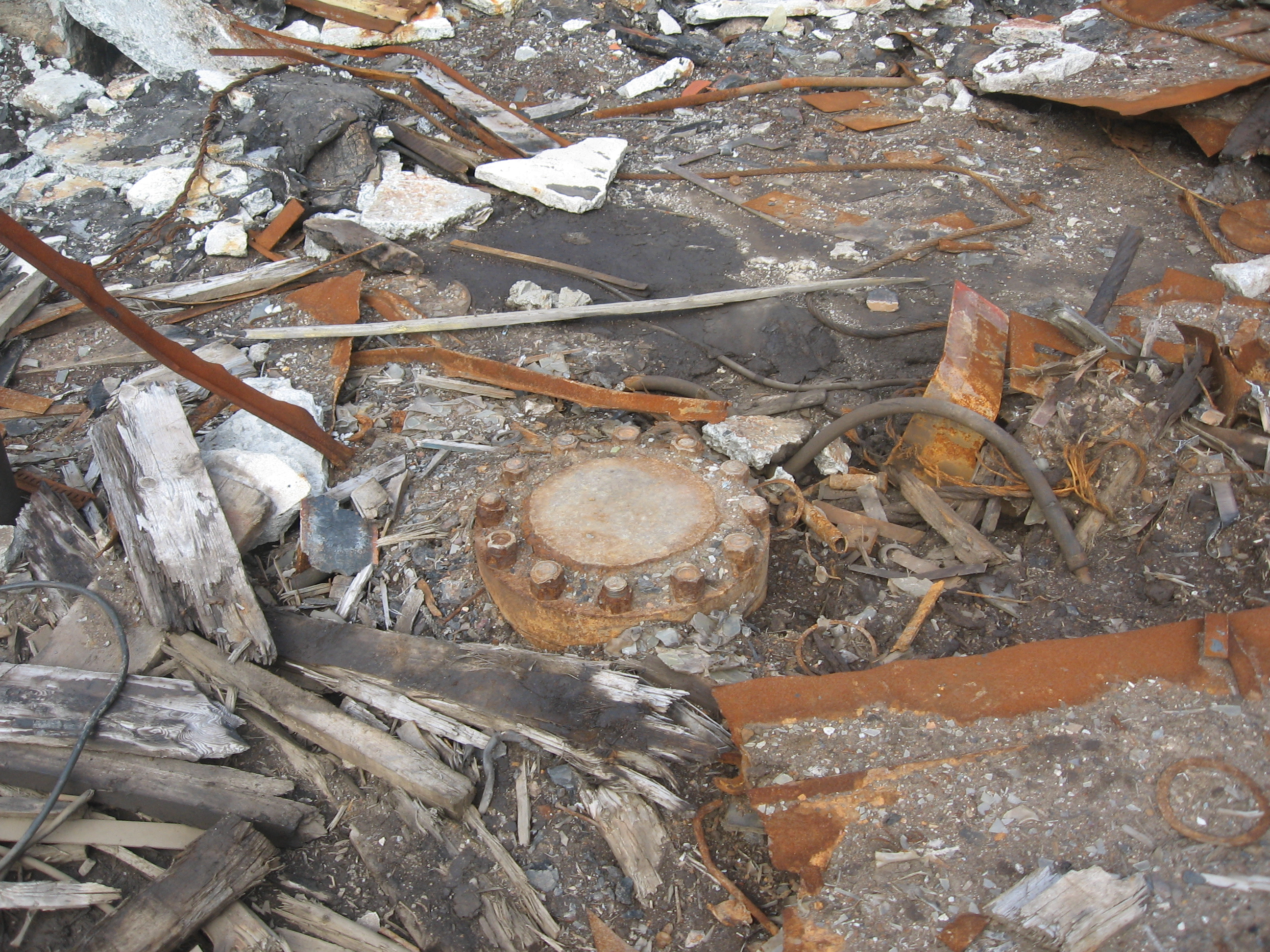
Il coperchio del pozzo dopo l'abbandono del sito

Il sito di scavo venne scelto perché nella penisola della Kola si trova lo scudo baltico e vicino alla superficie sono presenti rocce ignee con un'età di tre miliardi di anni. Questo tipo di rocce era meno studiato rispetto alle rocce sedimentarie, solitamente perforate alla ricerca dei giacimenti di petrolio.
Vista la presenza nella regione di depositi di rame e di nichel, la perforazione si prefiggeva anche di raccogliere informazioni sulla formazione dei depositi di tali minerali.
Le operazioni di perforazione incominciarono il 24 maggio 1970 e il 6 giugno 1979 venne superata la profondità di 9,5 chilometri, battendo il record stabilito dal pozzo "Bertha Rogers hole", nella Contea di Washita in Oklahoma del 1974. 
Nel 1983 il pozzo superò la profondità di 12 chilometri, poi la perforazione fu interrotta per quasi un anno per conferenze e visite scientifiche e celebrative al sito di scavo.
È probabile che questo periodo di inattività abbia contribuito alla rottura avvenuta alla ripresa dei lavori il 27 settembre 1984: dopo aver raggiunto la profondità di 12,07 km, una sezione di 5 km della colonna di perforazione si staccò e si incastrò, rimanendo all'interno del pozzo. Tutti i tentativi di recuperarla furono vani e la perforazione fu successivamente ripresa con una deviazione del foro a 7 km di profondità.

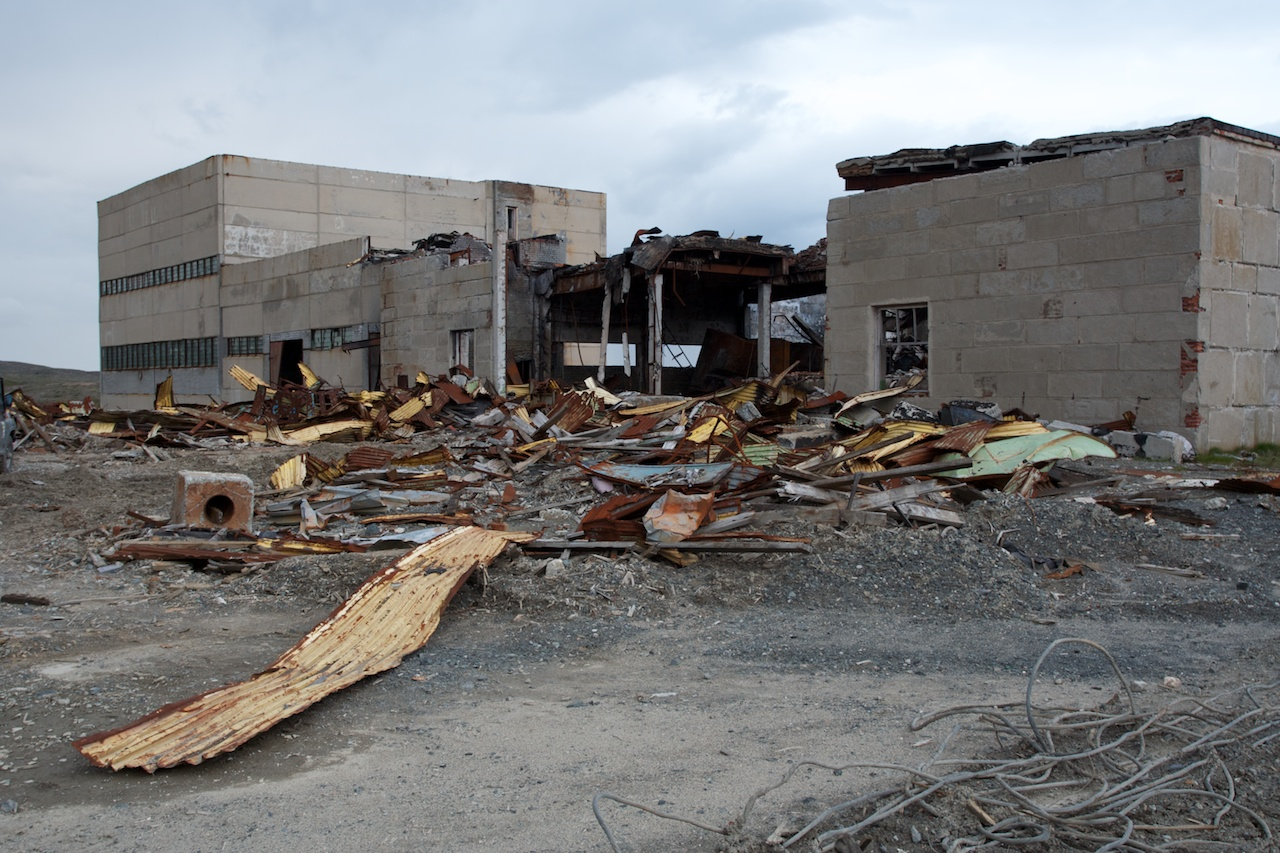
Il sito nel 2012

Nel 1989 la perforazione raggiunse infine i 12,262 km di profondità. Da quella quota i ricercatori speravano di raggiungere i 15 km entro il 1993, ma le temperature troppo alte (180 °C invece dei 100 °C che si aspettavano di trovare) e una minore densità delle rocce che incominciavano a comportarsi più come un materiale plastico che come un solido, uniti ad alcuni incidenti, resero impossibile continuare oltre.
La perforazione fu interrotta nel 1992 e il sito abbandonato definitivamente nel 2005. L'edificio principale, la torre di perforazione, è collassato per ragioni ignote nel luglio 2009.

## Risultati
La perforazione del pozzo non ha raggiunto la profondità sperata, ma ha fornito agli scienziati importanti dati geologici sulla conformazione dello scudo baltico e della crosta terrestre. Una scoperta inaspettata è stata la mancata presenza di rocce basaltiche. Infatti sulla base della diversa velocità di propagazione delle onde sismiche i ricercatori si aspettavano di trovare granito fino a una profondità di 3-6 chilometri e al di sotto di esso dei basalti, ma i campioni estratti dal pozzo invece hanno mostrato che le rocce di genesi granitica si spingevano fino a oltre 12 chilometri di profondità. Ne risultò che le riflessioni osservate sulle linee sismiche registrate in zona, non derivavano dalla presenza di strati di diversi tipi di rocce, ma dalle trasformazioni subite dalle rocce granitiche in seguito a processi metamorfici causati dalle alte pressioni e temperature.
Inoltre sono state scoperte 24 specie di plancton fossili a una profondità di circa 6 chilometri ed è stato osservato che le rocce a questa profondità erano fessurate e sature d'acqua, forse originata dall'idrogeno e ossigeno presenti nelle rocce schiacciati dall'altissima pressione circostante, che non ha potuto salire in superficie per la presenza di strati di rocce impermeabili. Un deposito dei campioni di rocce estratte si trova nella vicina cittadina di Zapoljarnyj.

## Record

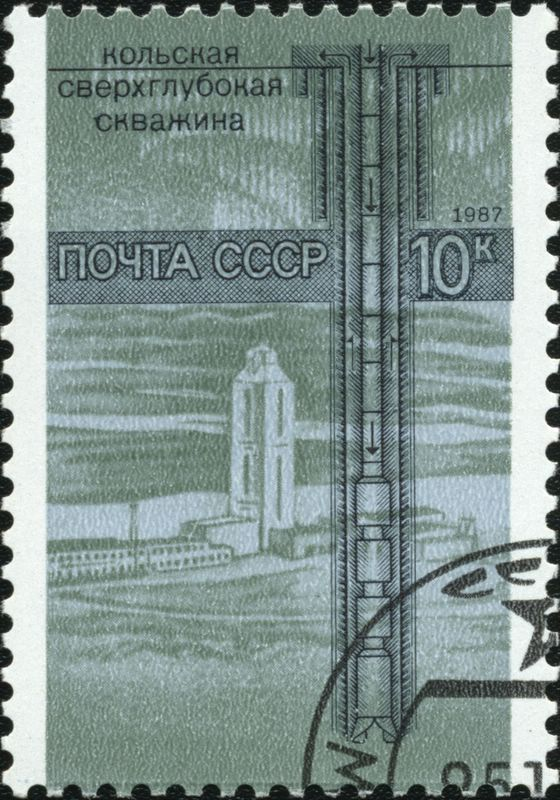
Il francobollo emesso per commemorare lo scavo nel 1987

I 12262 metri raggiunti dal pozzo di Kola rappresentarono per circa 20 anni il record come perforazione più lunga del mondo. Nel maggio 2008 questo record fu battuto dalla perforazione in direzione laterale estesa BD-04A eseguita alla ricerca di petrolio da Transocean nell'Al Shaheen Oil Field in Qatar, che eseguì in soli 36 giorni una perforazione di 12289 metri di lunghezza, ottenendo anche il record come distanza orizzontale con 10902 metri.
Il record di Transocean fu battuto nel gennaio 2011 da Exxon Neftegas Ltd. che, all'interno del progetto Sakhalin-I di ricerca di gas e petrolio al largo dell'isola russa di Sachalin, realizzò una perforazione di 12345 metri, con uno spostamento orizzontale di 11475 metri. Questo record fu battuto nell'agosto dell'anno successivo dalla stessa Exxon Neftegas Ltd. all'interno del progetto Sakhalin-I con il pozzo Z-44 Chayvo, che ha raggiunto una lunghezza misurata di 12376 metri.
Sebbene sia il pozzo dell'Al Shaheen Oil Field sia i due pozzi sull'isola di Sachalin abbiano raggiunto una lunghezza totale maggiore, essi sono caratterizzati da un grande spostamento orizzontale. Per questo motivo il pozzo superprofondo di Kola, essendo una perforazione prevalentemente verticale, conserva il record per la maggiore profondità raggiunta.
Il pozzo di Kola ha inoltre la caratteristica di essere stato perforato per fini scientifici e non alla ricerca di depositi di combustibili fossili.

## Leggende metropolitane
Nel 1989 incominciò a circolare la storia che da qualche parte in Siberia scienziati sovietici avessero scavato un buco che raggiungeva la profondità di 14,5 km, dove avrebbero trovato una cavità. Sarebbe stato quindi calato nel buco un microfono che, prima di sciogliersi a causa della temperatura di 1000 °C, avrebbe registrato un audio di 17 secondi in cui si sarebbero udite grida umane, probabilmente le anime dei dannati condannati all'inferno. Durante la notte dal foro sarebbe uscita una vampata di gas luminoso seguita da un grande demone alato che avrebbe pronunciato le parole "Io ho vinto" prima di scomparire. Gli scienziati che avevano assistito al fatto ne sarebbero stati così sconvolti che dovettero prendere una pastiglia che cancellò loro la memoria delle ore precedenti.
Negli anni successivi la leggenda fu ripresa solo da alcuni giornali cristiani minori, che vi vedevano la dimostrazione dell'esistenza dell'inferno, ma incominciò a diffondersi su larga scala con l'avvento di Internet. Dal momento che nel 1989 non esisteva nessun pozzo superprofondo in Siberia, la leggenda fu associata con il pozzo di Kola, un articolo sul quale era apparso sulla rivista Science proprio nell'agosto 1989.
Già nel 1990 altre riviste cristiane, scettiche sulla storia, pubblicarono degli articoli in cui dubitavano della sua autenticità. In particolare il conduttore radiofonico statunitense Rich Buhler riuscì a risalire a un articolo di un lettore della rivista finlandese dedicata al paranormale Vaeltajat, nel quale si citava come fonte una fantomatica rivista chiamata Jewels of Jericho, della quale non riuscì a verificare l'esistenza.

## Nella cultura di massa
Nel 2020 è stato realizzato il film russo Superdeep, un horror sci-fi ambientato in Siberia che si basa sulla leggenda metropolitana del cosiddetto Pozzo dell'Inferno con la regia di Arseny Syuhin.